# Sudd
Localisation
Le Sudd est un vaste marais du Soudan du Sud formé par le Nil Blanc, d'une surface de 57 000 km2 inondable en moyenne. C'est l'une des plus grandes zones humides du monde et la plus grande zone humide d'eau douce dans le bassin du Nil.
La superficie inondée est très variable selon les saisons, mais aussi selon les années. Lors des années les plus humides sa surface peut atteindre 90 000 km2 au cours de la saison humide, mais ne dépasse pas 30 000 km2 en saison humide lors des années les plus sèches. La partie centrale toujours inondée, même en saison sèche, est plus restreinte, mais est aussi sujette à variations. Il faut y ajouter d'autres parties également presque toujours en eau.
Pendant longtemps, le Sudd, tout particulièrement son épaisse végétation, s'est révélée être un obstacle infranchissable à la navigation sur le Nil. Les anciens Égyptiens ne réussirent jamais à pénétrer le marais et à atteindre les régions au sud de celui-ci. Une exploration romaine initiée par Néron en 61 apr. J.-C. n'arriva pas non plus à le traverser. Pour les mêmes raisons, les colonisateurs européens du XIXe siècle échouèrent dans leur exploration des sources du Nil, qui ne furent découvertes qu'en débutant les explorations à partir de la côte est-africaine, afin de ne pas avoir à traverser le Sudd.
Le Sudd est un site Ramsar classé depuis 2006.

## Nom
Le marais est nommé en arabe سد, sadd, signifiant en français « barrière » ou « obstruction », et qui lui donne son nom en français. On trouve également les formulations « as-Sudd » ou « al-Sudd ». En dinka, le marais est nommé Toc.
La région est parfois nommée d'après la rivière qui le traverse, le Bahr el-Ghebel ou « rivière de la Montagne ».

## Localisation
Le Sudd s'étend dans le centre-nord du Soudan du Sud, depuis Mongalla (en) jusqu'à la confluence du Sobat et du Nil Blanc en amont de Malakal, et à l'ouest le long du Bahr el-Ghazal. Du nord au sud, il mesure 500 km ; d'est en ouest, il atteint 200 km.
S'étendant sur une vaste région très plate, sa surface est très variable. Pendant la saison humide, les surfaces inondées dans le Sudd et les annexes peuvent recouvrir jusqu'à 130 000 km2, soit 20 % du pays, selon le flux du fleuve et de ses affluents. Le débit du Nil blanc dépend essentiellement du débit au sortir du lac Victoria. Comme le Sudd est constitué de nombreux méandres, lacs et champs de roseaux et de papyrus, le Nil blanc perd la moitié de son eau par évapotranspiration dans ces plaines d'inondation permanentes et saisonnières. 
Le canal de Jonglei, inachevé et vraisemblablement abandonné, avait pour objectif de détourner une partie des eaux du Nil blanc afin d'éviter à ces eaux d'alimenter le marais du Sudd, et ainsi de réduire les pertes par évaporation et d'accroître le débit en aval du marais, ce qui aurait aussi eu pour effet d'assécher une grande partie du marais. Le canal représente un intérêt pour le nord du Soudan et l'Égypte, mais pas pour la population du Soudan du Sud, pays désormais indépendant. L'indépendance du pays a probablement sauvé les marais du Sudd, la population du pays et le gouvernement se montrant globalement hostile aux détournement des eaux.
Après avoir traversé Mongalla, le lit du Bahr el-Ghebel (nom de la section du Nil Blanc qui forme le Sudd) s'évase dans une vaste plaine d'inondation, le cours du fleuve s'étendant sur de nombreux lacs et canaux pendant la saison sèche. Pendant la saison humide, les eaux inondent les prairies avoisinantes.
En aval de Bor, le Bahr el-Zeraf déflue du Bahr el-Ghebel vers l'est, déviant une partie du débit, avant de le rejoindre avant Malakal. Entre les deux, le Bahr el-Ghebel traverse le lac No où il reçoit les eaux du Bahr el-Ghazal. À Malakal, le Sobat rejoint le systême. Les eaux combinées coulent alors vers le nord sous le nom de Nil Blanc, dans un lit défini, avant de rejoindre le Nil Bleu à Khartoum et de former le Nil.

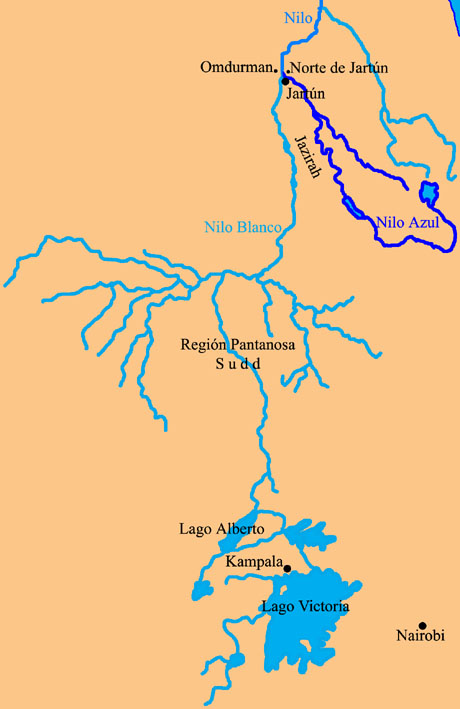
Localisation au sein du Nil blanc.
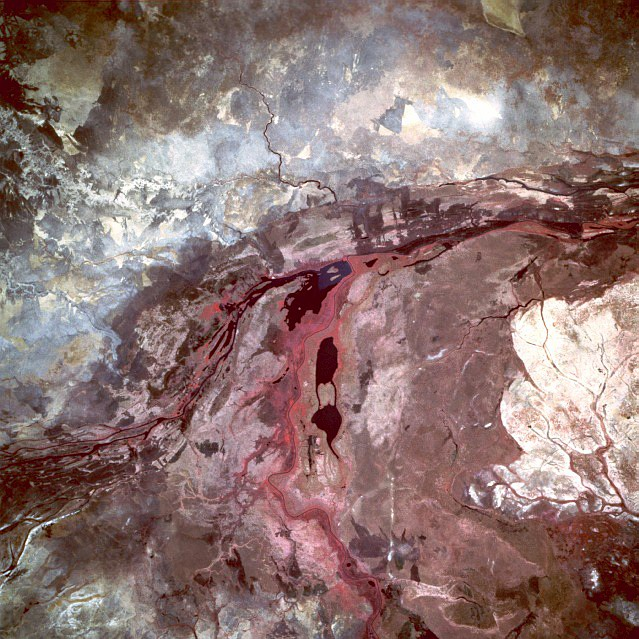
Image satellite du Sudd durant la saison sèche en mai 1993.

## Écorégion
Le Sudd constitue l'écorégion terrestre des prairies inondées du Sahara selon la classification du Fonds mondial pour la nature (WWF), et appartient au biome des prairies et savanes inondables de l'écozone afrotropicale.